# Partit dels Amants de la Cervesa de Polònia
El Partit dels Amants de la Cervesa de Polònia (polonès: Polska Partia Przyjaciół Piwa, PPPP) fou un partit polític polonès fundat el 1990. Un dels seus líders era l'humorista Janusz Rewiński, juntament amb Krzysztof Piasecki, Bohdan Smoleń i Stanisław Zygmunt. El principal objectiu del partit consistia a promoure el consum de cervesa en detriment del vodka, com a mesura per a prevenir l'alcoholisme. La seva denominació satírica i la desmotivació produïda pels canvis polítics va dur a molts polonesos a votar al PPPP. El caràcter del partit queda bé reflectit en la seva crida al vot al·legant que amb ells en el poder "no serà millor, però almenys sí que serà més divertit".
A les eleccions parlamentàries poloneses de 1991 el PPPP va obtenir 367.106 vots (2,97%) i 16 dels 460 escons al Sejm. Al cap de poc el partit es va escindir entre les faccions de la cervesa "gran" i "petita", a pesar de la declaració de Rewinski que "la cervesa no és rossa ni negra, és saborosa". Finalment el PPPP va desaparèixer i alguns dels seus diputats es van unir a la Unió Democràtica i al Congrés Liberal Democràtic.

## Resultats electorals
| Any  | Vots    | %    | Escons   | +/- |
| ---- | ------- | ---- | -------- | --- |
| 1991 | 367,106 | 3.27 | 16 / 460 | Nou |
| 1993 | 14,382  | 0.10 | 0 / 460  | 16  |